# Nashorn
Stíhač tanků Nashorn (česky: nosorožec), původním názvem Hornisse (česky: sršeň), též SdKfz 164, byl německý těžký stíhač tanků vyráběný v letech 1943–1945. Celkem bylo vyrobeno 494 kusů.
Nashorn byl postavený na trupu samohybného děla Hummel, vyvinutého v roce 1942 z kombinace vany a podvozku tanků Pz III a Pz IV. Stroj byl určen pro přepad ze zálohy nebo pro boj na extrémně velkou vzdálenost, proto byla značně snížena kvalita ochrany posádky, což zlepšilo další parametry, zejména rychlost, průchodnost terénem a velkou údernou sílu. Ačkoliv šlo stále o improvizovaný typ stíhače tanků, je považován za úspěšný stroj, byť ke konci války se začaly dost značně projevovat některé nedostatky jeho konstrukce, a byl proto nahrazován modernějšími typy, jako byl například Jagdpanther. Nicméně, Nashorn se může jakožto jediný německý obrněný vůz pochlubit zničením tanku M26 Pershing.